# 許崇智
許 崇智（きょ すうち）は、清末民初の軍人・政治家。主に初期の中国国民党における有力な軍指揮官であった。字は汝為。祖父と父は福建省で通判をつとめ、一族の許応騤は、清末の閩浙総督である。親族には、従兄で軍人・政治家の許崇灝。従弟で国立中山大学校長などをつとめた教育者の許崇清などがいる。

## 事跡

### 清末から二次革命までの事跡
1899年（光緒25年）、許崇智は許応騤の紹介により、福建馬尾船政学堂に入学した。その後、許応騤の援助により日本に留学し、成城学校陸軍科で学ぶ。1902年（光緒28年）に陸軍士官学校の第3期歩兵科に入学した。卒業、帰国した頃に許応騤は死去したが、許崇智は福建武備学堂総弁の孫道仁に目をかけられ、同学堂の教習に任命される。まもなく総教習に昇進した。さらに、許崇智は第10鎮第40標統帯に任命され、まもなく同鎮第20協統領に昇進した。
1911年（宣統3年）、福建の中国同盟会支部に許崇智は加入した。同年10月に武昌起義が発生すると、福州でも革命派が11月8日に決起した。この時、許崇智は蜂起軍の前敵総司令となり、2日の戦闘の末に福州を掌握した。福建軍政府が11月11日に成立すると、孫道仁が都督となり、許崇智は福建海陸軍総司令に任命された。その後まもなく、許崇智は福建第1師師長となっている。
1912年（民国元年）1月に中華民国臨時政府が成立すると、福建第1師は民国陸軍第14師に改編され、許崇智がそのまま師長をつとめた。しかし、袁世凱が臨時大総統となると、許崇智を籠絡しようと北京へ召還している。その後、許崇智は日本を一時訪問し、帰国後に上海で孫文と対面する。その際に宋教仁が暗殺されたと知ると、許崇智は怒って袁世凱打倒を目論み福州へ戻った。
1913年（民国2年）7月、二次革命（第二革命）が勃発すると、袁世凱は許崇智に革命派を攻撃させようとしたが、許崇智はこれを拒む。そして許崇智は革命派に呼応し、都督の孫道仁に福建独立を宣言させた。しかし革命派は敗北し、許崇智もまた8月に上海へ逃走して、率いていた陸軍第14師は袁世凱により解散させられてしまった。

### 護法戦争での活動
その後、許崇智は日本へ亡命する。1914年（民国3年）7月、東京で孫文が中華革命党を組織すると、許崇智はこれに参加して軍務部長となった。それからしばらくは、孫文の命により、南洋で「革命公債」を発行するなどして中華革命党の資金獲得に奔走した。
1915年（民国4年）12月に帰国して、福建で護国戦争（第三革命）に呼応する反袁世凱の蜂起を行う。さらに山東省へ移って、中華革命軍東北軍参謀長兼前敵総指揮となり、青島に総司令部を設置した。民国5年（1916年）5月、東北軍総司令代理となっている。同年6月に袁世凱が死去すると、許崇智は上海に戻り、引き続き中華革命党軍務部長として孫文を補佐した。なおこの頃に、蔣介石と義兄弟の契りを結んだとされる。
1917年（民国6年）9月に、護法戦争を発動した孫文が広州で護法軍政府を樹立すると、許崇智は大元帥府参軍長兼署陸軍総長に任命された。同年12月、援閩粤軍（総司令：陳炯明）が組織されると、許崇智は第2支隊司令に任命された。翌年5月、北京政府支配下の福建省に向けて援閩粤軍は進軍し、許崇智は第2軍軍長に昇進して汀州に駐屯した。1920年（民国9年）8月、陳炯明・許崇智の軍は、孫文と対立する陸栄廷らの駐粤桂軍（広西軍）を駆逐し、桂軍の後ろ盾を得ていた軍政府主席総裁岑春煊を失脚させた。さらに1921年（民国10年）には広西省へ退却した陸栄廷を追撃し、これも撃破した。
1922年（民国11年）6月、陳炯明が孫文と決裂してこれを攻撃すると、許崇智は陳炯明に反撃した。しかし、一部配下の軍が離反したため、敗北して江西省に逃走した。9月初めには態勢を立て直し、許崇智は福建省へ進攻して北京政府側の督軍李厚基を撃破し、省を手中にした。これにより、孫文から東路軍総司令に任命されている。1923年（民国12年）春、許崇智は広東省の陳炯明を攻撃したが、逆撃に遭い、大敗した。

### 中国国民党での台頭と失脚

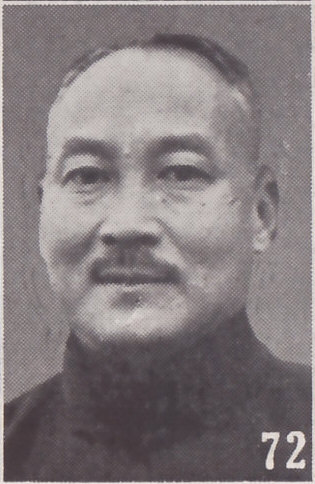
許崇智 (1940年前後)

1924年（民国13年）1月、許崇智は国民党の第1回全国代表大会に出席し、中央監察委員・中央執行委員会軍事部長に選出された。その後、許崇智の軍は建国粤軍に再編され、許崇智は同軍総司令兼第2軍軍長に、蔣介石は第2軍参謀長にそれぞれ任命された。1925年（民国14年）1月、許崇智率いる粤軍と蔣介石率いる黄埔軍官学校学生軍は、東江の陳炯明を攻撃し、3月までに陳炯明の勢力を完全に掃討した。孫文死後の6月、広西軍の劉震寰・雲南軍の楊希閔が反乱すると、許崇智と蔣介石はこれをも殲滅している。
同年7月1日、広州で国民政府が成立すると、許崇智は国民政府常務委員兼軍事部長に就任し、さらに広東省政府主席、同軍事庁長までも兼ねた。8月20日に廖仲愷が暗殺されると、汪兆銘（汪精衛）・許崇智・蔣介石の3人で構成される特別委員会が組織され、これが政治・軍事の全権を握った。しかし9月になると、蔣介石は汪兆銘の支持を取り付けた上で、電撃的に許崇智の側近を逮捕し、その配下の軍を武装解除してしまう。こうして、許崇智は国民党内での指導的地位を喪失したのである。
これ以後の許崇智は、国民党長老としての声望や地位は有したものの、もはや国内の政治・軍事に重大な影響を与える存在ではなかった。国共内戦の後に香港へ移り、「第三路線」を標榜する活動を続けた。
1965年1月25日、心臓病により死去。享年79（満77歳）。